# Long Drax
Long Drax est un village et une paroisse civile du Yorkshire du Nord, en Angleterre.